# Араре (страва)
Араре (яп. あられ, переклад — «снігові гранули») — це кондитерський виріб (рисові крекери) виготовлений шляхом нарізання мочі на шматочки приблизно від 2 до 3 см у довжину та 5 мм у довжину та ширину та їх запікання чи обсмажування. Гранули мають ніжну та хрустку консистенцію, яка тане в роті. Деякі використовують смажені боби сої чи квасолі, покриваючи їх поверхню.

## Типи

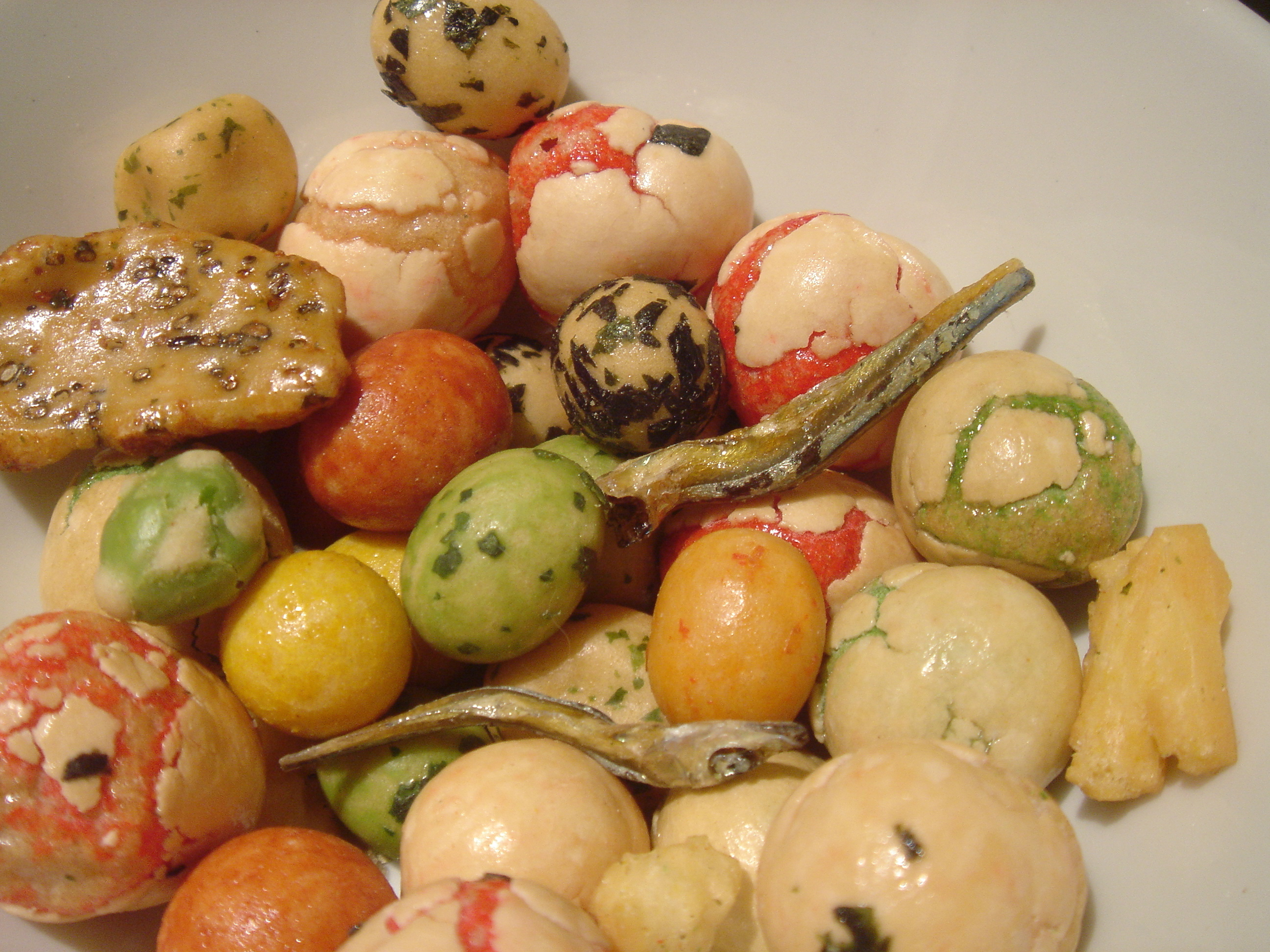

Є багато різних розмірів, кольорів і форм араре. Одні солодкі, а інші солоні. Вважається, що араре з регіону Канто має солодкий смак, а з Кансай — це солоний; також розмір араре Канто дрібний, тоді як араре Кансай більші та круглі.
Норімакі араре — це загорнутий у сушені водорості норі моті. Какі араре — отримав свою назву через схожість із насінням плоду хурма. (Какі з японської означає «хурма».), таку араре часто продають з арахісом, це популярна закуска до японського пива.

## Культура

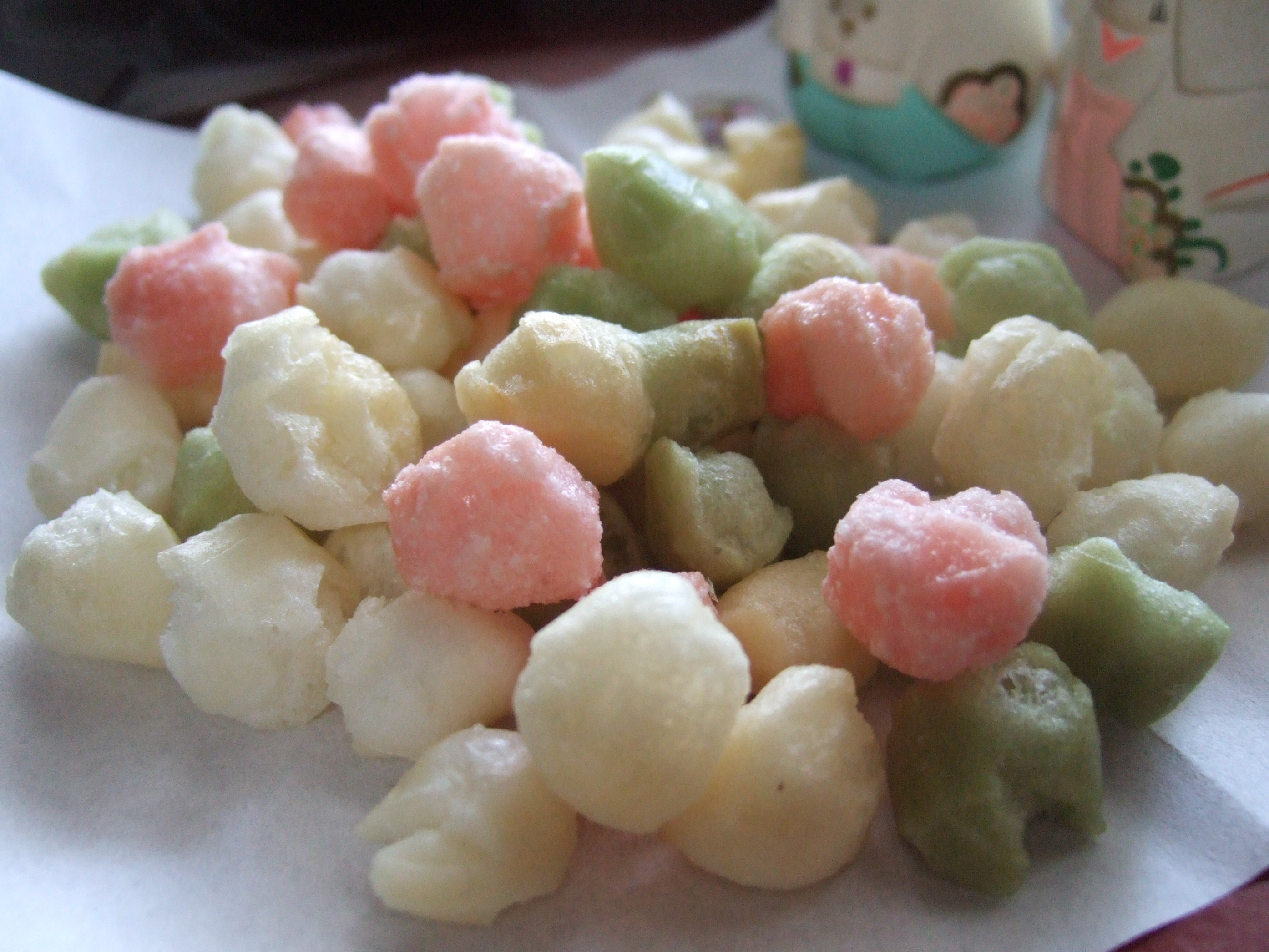
Різнокольорові араре для «фестивалю ляльок»

Звичайні (білі) араре можна купити протягом року, але барвисті доступні лише з січня по березень в очікуванні Хіна-мацурі.
На святкування Хінамацурі, «фестивалю ляльок», який проводиться 3 березня, араре виготовляють різнокольорові, у відтінках рожевого, жовтого, білого та світло-зеленого. Чотири кольори символізують пори року та побажання «Нехай вам насолоджуватися цілий рік». Араре на Хінамацурі означає «молитву за здоров'я доньки».
Значення кожного кольору:
- Рожевий: життєва енергія, така як кров і життя
- Зелений: зелень землі, де розпускаються нові бруньки.
- Білий: Земля вкрита снігом
- Жовтий: нагадує осіннє листя.[2]

Араре був привезений до США японськими іммігрантами на початку 1900-х років. На Гаваях таку закуску часто називають какимочі (смажена рисова паста) та популярно змішувати араре з попкорном.